# Nancy Hart
Nancy Hart, född 1735, död 1830, var en amerikansk krigshjältinna. Hon är känd för sitt motstånd mot lojalisterna i Georgia under amerikanska frihetskriget. Hon är föremål för många historier om hennes motstånd mot Torysoldater under kriget och har blivit föremål för många berättelser i amerikansk folklore.  
Hon är inkluderad i Georgia Women of Achievement (GWA). 